# Nettancourt
Nettancourt est une commune française située dans le département de la Meuse, en région Grand Est.

## Géographie

### Situation
- Altitude : 145 mètres.
- Habitants : Nettancourtois(es)

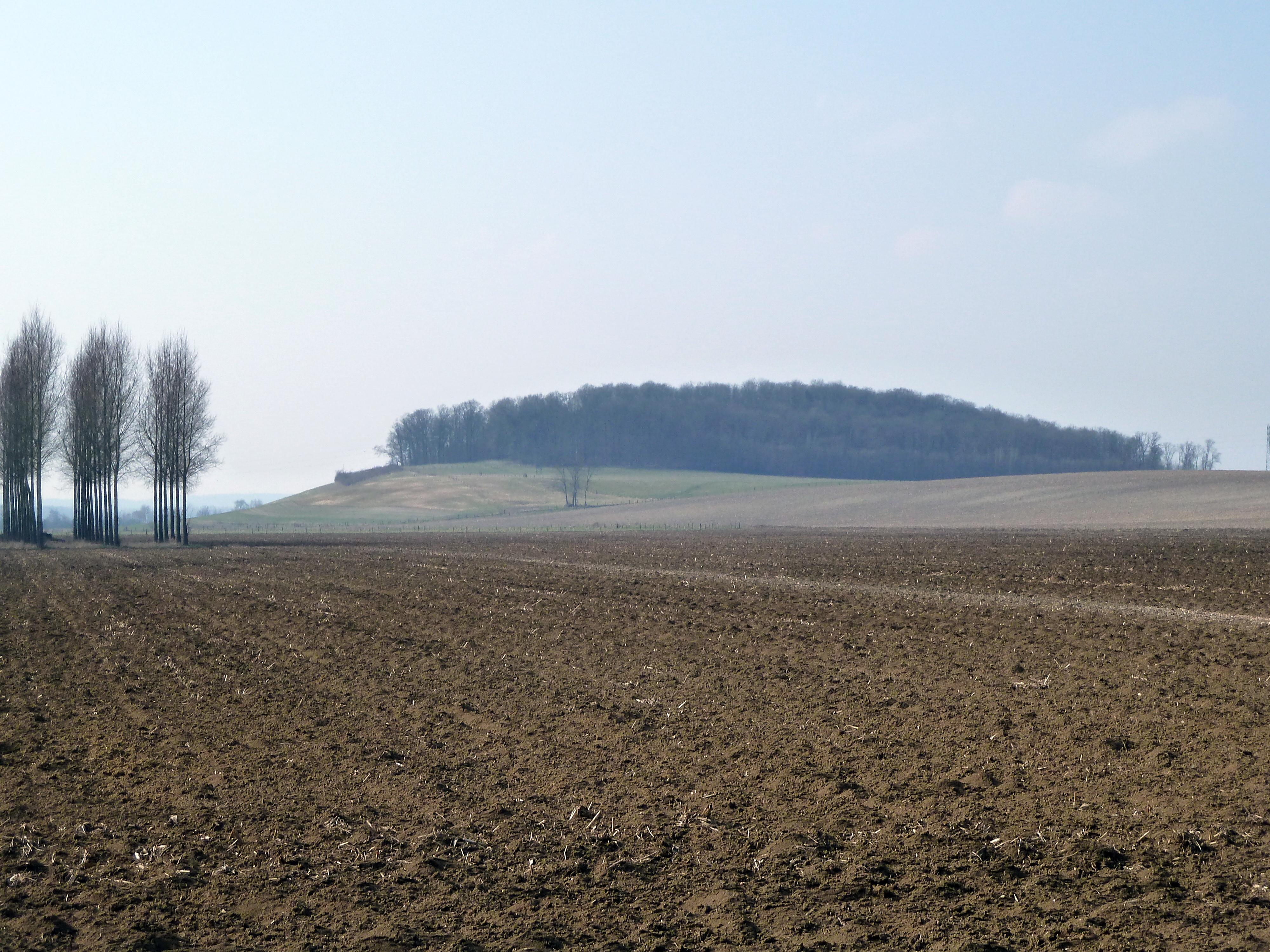
La butte d'Huppémont.

- Superficie : 11,45 km2 (soit pour 2006 une densité de 25 hab./km2)
- Principal cours d'eau : La Chée
- Communes limitrophes : Noyers-Auzécourt, Sommeilles
- Grande ville à proximité : Bar-le-Duc.

### Communes limitrophes
| Le Châtelier (Marne) | Noyers-Auzécourt | Noyers-Auzécourt |
| Vroil (Marne)        | Nettancourt      | Noyers-Auzécourt |
| Vroil (Marne)        | Vroil (Marne)    | Brabant-le-Roi   |

### Hydrographie
La commune est dans la région hydrographique « la Seine de sa source au confluent de l'Oise (exclu) » au sein du bassin Seine-Normandie. Elle est drainée par la Chee, la Galiotte, le Clomerupt, le Fossé 01 de la Grange aux Champs, le ruisseau de Suisy, le Fossé 01 de l'Étang du Moulin de Sommeilles, le Fossé 01 des Queues de Monthiers, le Fossé 01 du Pré le Char et divers autres petits cours d'eau,.
La Chée, d'une longueur de 69 km, prend sa source dans la commune de Seigneulles et se jette  dans la Saulx à Vitry-en-Perthois, après avoir traversé 21 communes. 

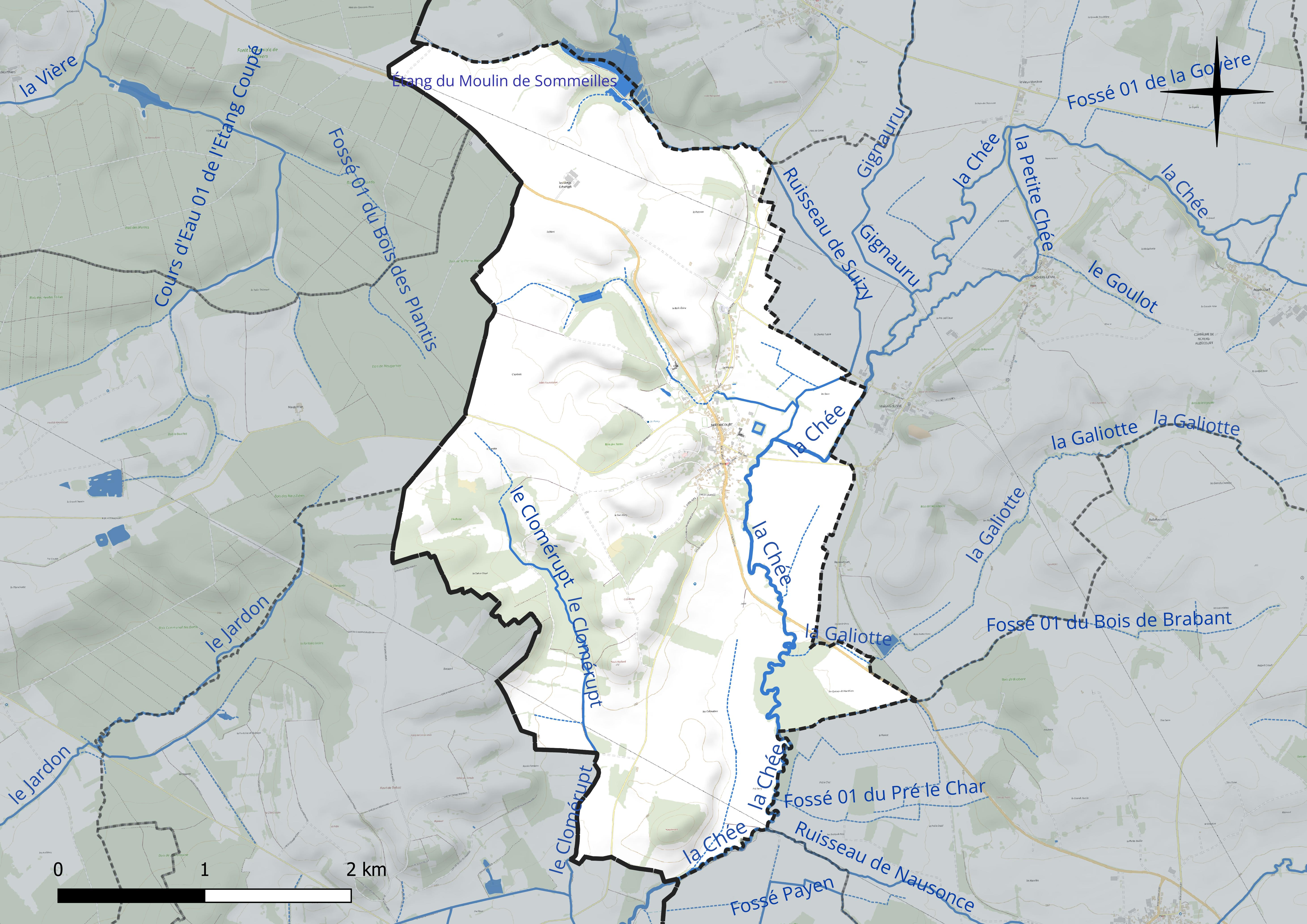
Réseau hydrographique de Nettancourt.

Un plan d'eau complète le réseau hydrographique : l'étang du Moulin de Sommeilles, d'une superficie totale de 8,4 ha (2,8 ha sur la commune),.

### Climat
Pour des articles plus généraux, voir Climat du Grand Est et Climat de la Meuse.
En 2010, le climat de la commune est de type climat des marges montargnardes, selon une étude du Centre national de la recherche scientifique s'appuyant sur une série de données couvrant la période 1971-2000. En 2020, Météo-France publie une typologie des climats de la France métropolitaine dans laquelle la commune est exposée à un climat océanique altéré et est dans une zone de transition entre les régions climatiques « Nord-est du bassin Parisien » et « Lorraine, plateau de Langres, Morvan ». 
Pour la période 1971-2000, la température annuelle moyenne est de 10,1 °C, avec une amplitude thermique annuelle de 15,9 °C. Le cumul annuel moyen de précipitations est de 886 mm, avec 13,2 jours de précipitations en janvier et 9 jours en juillet. Pour la période 1991-2020, la température moyenne annuelle observée sur la station météorologique de Météo-France la plus proche, « Vassincourt », sur la commune de Vassincourt à 10 km à vol d'oiseau, est de 11,4 °C et le cumul annuel moyen de précipitations est de 871,0 mm. 
La température maximale relevée sur cette station est de 41,7 °C, atteinte le 24 juillet 2019 ; la température minimale est de −17,4 °C, atteinte le 20 décembre 2009,,. 
Les paramètres climatiques de la commune ont été estimés pour le milieu du siècle (2041-2070) selon différents scénarios d'émission de gaz à effet de serre à partir des nouvelles projections climatiques de référence DRIAS-2020. Ils sont consultables sur un site dédié publié par Météo-France en novembre 2022.

## Urbanisme

### Typologie
Au 1er janvier 2024, Nettancourt est catégorisée commune rurale à habitat dispersé, selon la nouvelle grille communale de densité à sept niveaux définie par l'Insee en 2022.
Elle est située hors unité urbaine. Par ailleurs la commune fait partie de l'aire d'attraction de Bar-le-Duc, dont elle est une commune de la couronne,. Cette aire, qui regroupe 86 communes, est catégorisée dans les aires de 50 000 à moins de 200 000 habitants,.

### Occupation des sols
L'occupation des sols de la commune, telle qu'elle ressort de la base de données européenne d’occupation biophysique des sols Corine Land Cover (CLC), est marquée par l'importance des territoires agricoles (81,3 % en 2018), une proportion sensiblement équivalente à celle de 1990 (81 %). La répartition détaillée en 2018 est la suivante : 
terres arables (44,7 %), prairies (33,6 %), forêts (16,4 %), zones agricoles hétérogènes (2,9 %), zones urbanisées (2,3 %). L'évolution de l’occupation des sols de la commune et de ses infrastructures peut être observée sur les différentes représentations cartographiques du territoire : la carte de Cassini (XVIIIe siècle), la carte d'état-major (1820-1866) et les cartes ou photos aériennes de l'IGN pour la période actuelle (1950 à aujourd'hui).

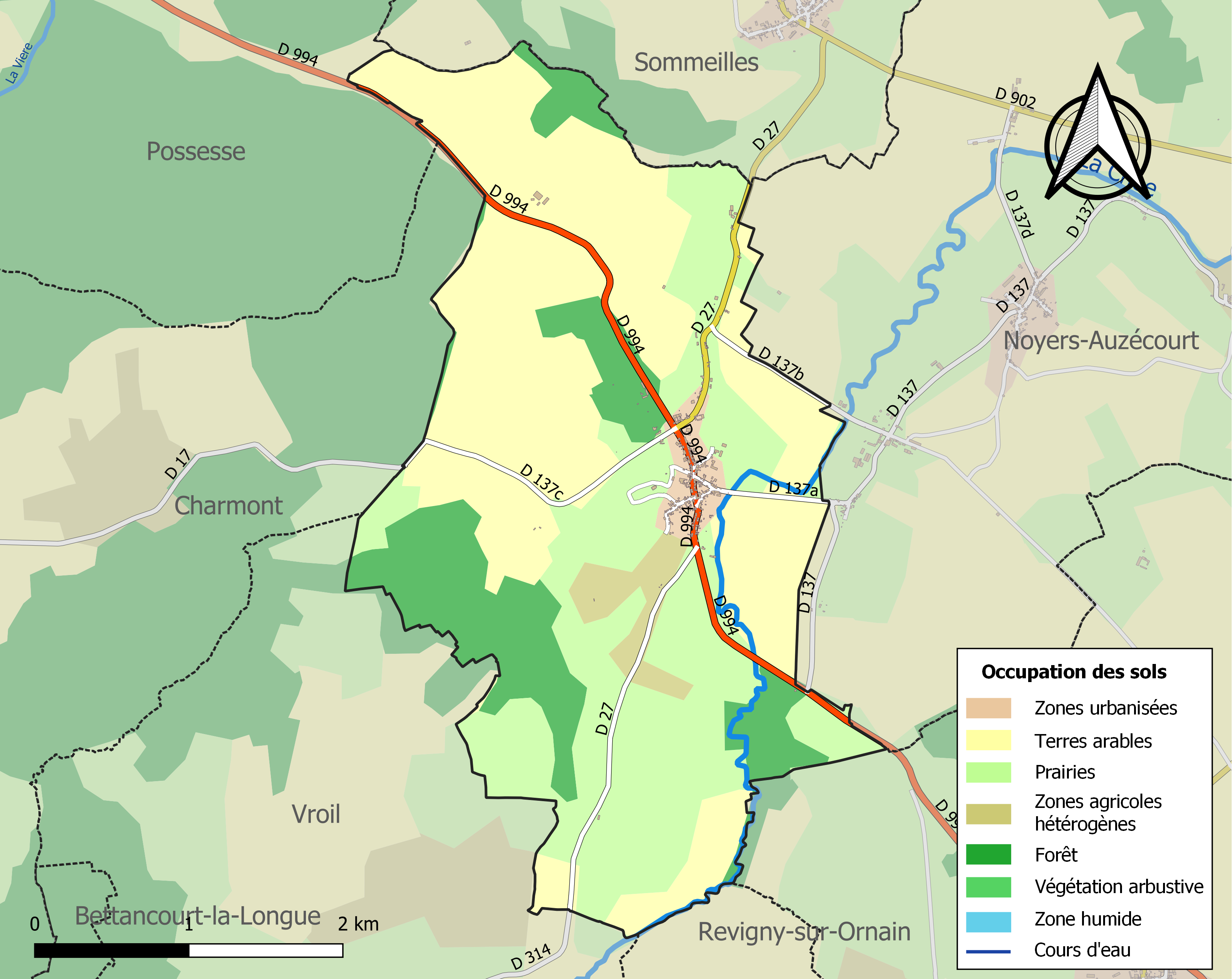
Carte des infrastructures et de l'occupation des sols de la commune en 2018 (CLC).

## Toponymie
Anciennes mentions : Netancort (1142), Netuncurt (1179), Nutuncurt et Netuncort (1180), Netoncort (1180), Nectuncourt (1250), Netuncourt (xiiie siècle), Nettancour (1700).
Le toponyme Nettancourt serait formé d'un nom de personne + curtius (latin « ferme fortifiée ou close »). La forme tardive de 1179 laisse supposer un nom masculin d'origine germanique.
Le village a donné son nom à une famille noble (voir la section personnalités liées à la commune).

## Histoire
L'ancien village de Nettancourt était sur la hauteur, à l'entour du lieu où se trouve encore l'église.

### Antiquité

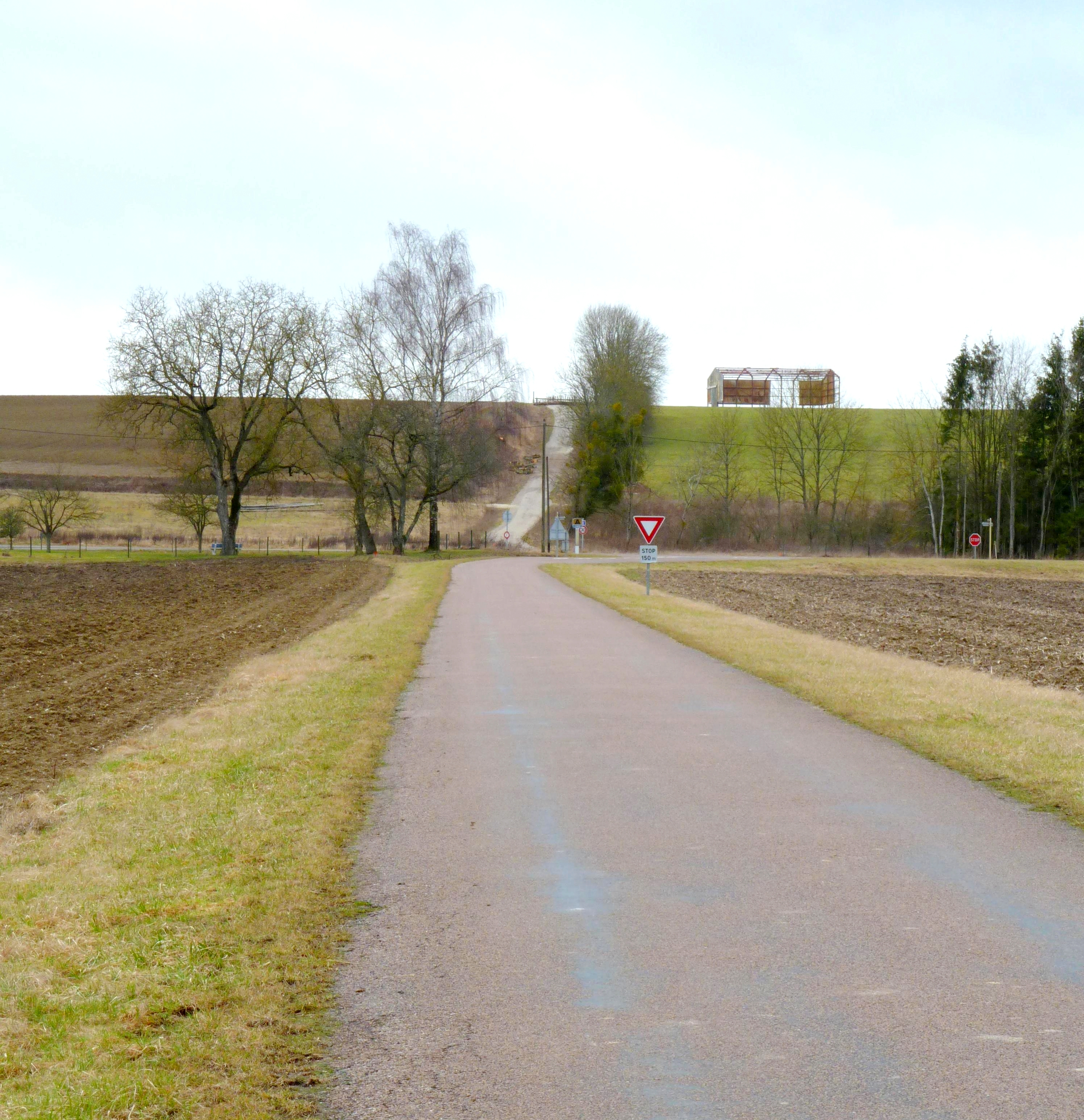
L'intersection entre deux anciennes voies romaines.

La commune est située sur la voie romaine reliant Reims à Toul par Naix. À cet endroit aboutissait également une voie romaine secondaire venant de Chalons-sur-Marne via Charmont et se dirigeant au nord vers Sainte-Menehould via Le Vieil-Dampierre. On a trouvé dans la région des vestiges gallo-romains, tels que des poteries ou des monnaies. Il existait également un camp romain au sommet d'une colline connue sous le nom de « Huppémont » (altitude 181 m) sur le territoire actuel de Nettancourt, qui surveillait les vallées de la Chée et de l'Ornain. Huppémont était, an moyen âge, un village formant commune et paroisse.

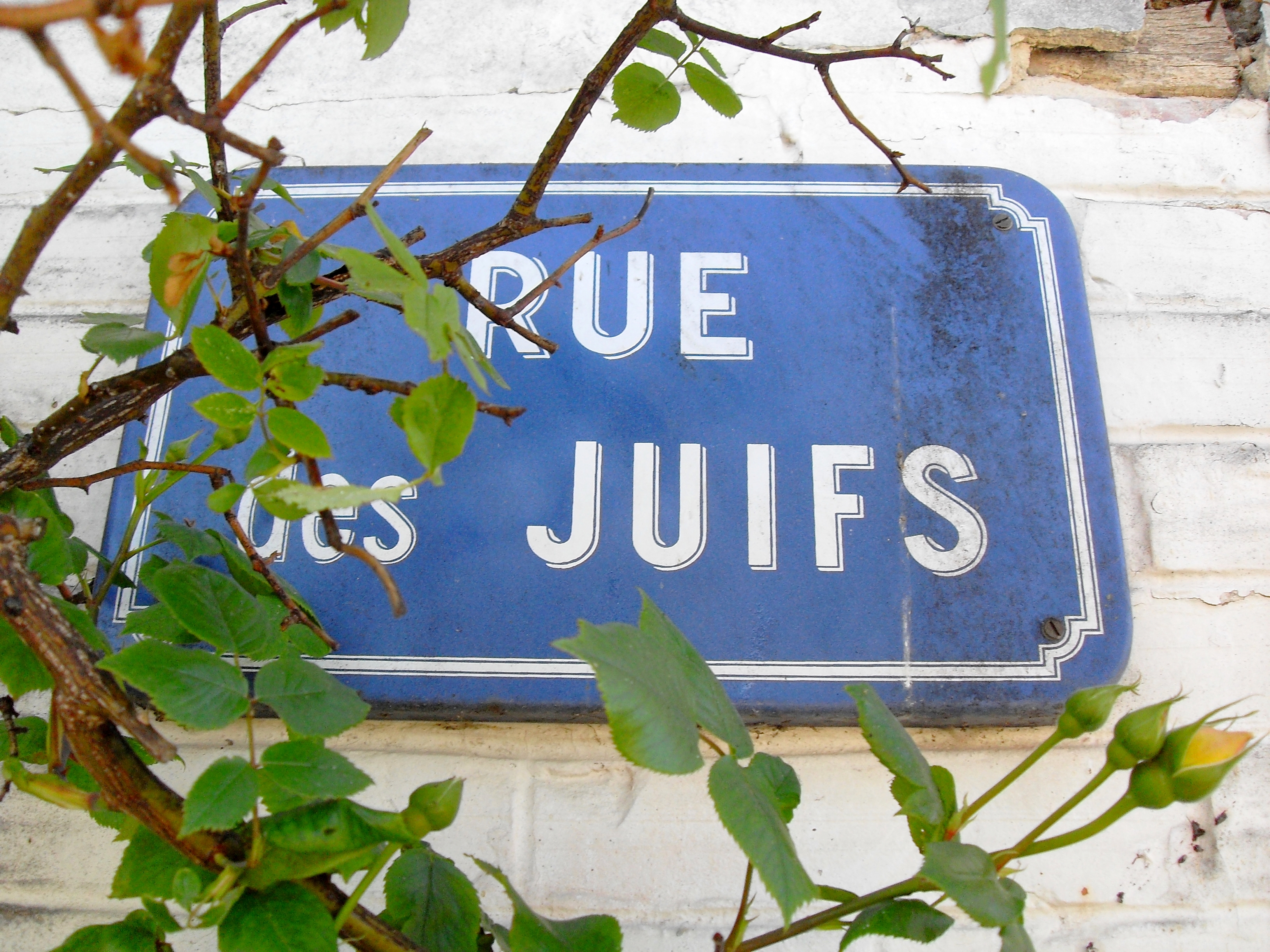
Plaque de la rue des juifs

### Moyen Âge
Nettancourt est un ancien fief relevant de la Champagne, du diocèse de Châlons et du bailliage de Vitry.
Il existe à Nettancourt une rue des Juifs, qui témoigne de la présence d'une communauté juive au Moyen Âge.

### XVIe-XVIIesiècles
Une communauté protestante y a subsisté de 1561 à 1685, sous la protection des seigneurs de Nettancourt, convertis au calvinisme.

### XXesiècle
Nettancourt a beaucoup souffert de la Première Guerre mondiale (siège de l'état-major de Pétain de juin à octobre 1916). À la suite de l'annonce d'une avancée allemande, le village fut évacué. Pendant l'absence de ses habitants, des soldats allemands s'installèrent momentanément dans plusieurs maisons.
Le monument aux morts comprend dix noms, des hommes mobilisés dans les armées de la République au début du conflit et qui ont combattu jusqu'au bout pour libérer leur village.

## Politique et administration

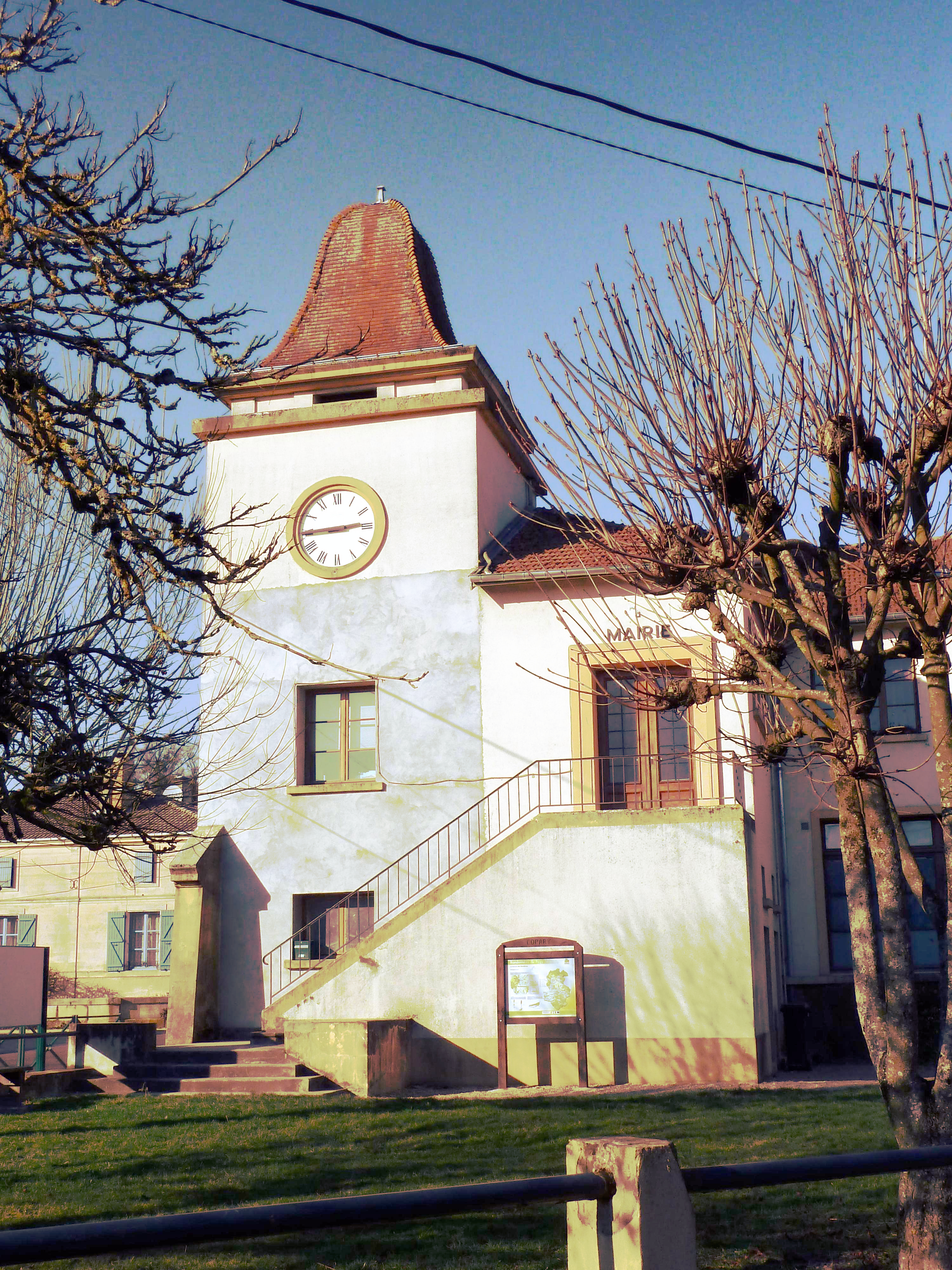
Mairie.

### Tendances politiques et résultats
| Date          | Élection                   | Inscrits | Participation |
| ------------- | -------------------------- | -------- | ------------- |
| 21 avril 2002 | Présidentielles (1er tour) | 222      | 65,77 %       |
| 5 mai 2002    | Présidentielles (2e tour)  | 222      | 77,93 %       |
| 13 juin 2004  | Européennes                | 227      | 49,34 %       |
| 22 avril 2007 | Présidentielles (1er tour) | 239      | 81,17 %       |
| 6 mai 2007    | Présidentielles (2e tour)  | 239      | 82,01 %       |

### Liste des maires
| Période                                  | Période   | Identité           | Étiquette | Qualité        |
| ---------------------------------------- | --------- | ------------------ | --------- | -------------- |
| Les données manquantes sont à compléter. |           |                    |           |                |
| 1971                                     | 1987      | Bernard Villanfin  |           |                |
| 1987                                     | mars 2001 | Colette Chevalier  |           |                |
| mars 2001                                | mai 2020  | Christophe Antoine | UMP-LR    |                |
| mai 2020                                 | En cours  | Michel Basset      |           | Ancien ouvrier |

## Population et société

### Démographie
L'évolution du nombre d'habitants est connue à travers les recensements de la population effectués dans la commune depuis 1793. Pour les communes de moins de 10 000 habitants, une enquête de recensement portant sur toute la population est réalisée tous les cinq ans, les populations de référence des années intermédiaires étant quant à elles estimées par interpolation ou extrapolation. Pour la commune, le premier recensement exhaustif entrant dans le cadre du nouveau dispositif a été réalisé en 2007.

En 2022, la commune comptait 242 habitants, en évolution de −4,72 % par rapport à 2016 (Meuse : −4,4 %, France hors Mayotte : +2,11 %).
| 1793 | 1800 | 1806 | 1821 | 1831 | 1836 | 1841 | 1846 | 1851 |
| ---- | ---- | ---- | ---- | ---- | ---- | ---- | ---- | ---- |
| 700  | 680  | 700  | 730  | 704  | 703  | 683  | 653  | 639  |

| 1856 | 1861 | 1866 | 1872 | 1876 | 1881 | 1886 | 1891 | 1896 |
| ---- | ---- | ---- | ---- | ---- | ---- | ---- | ---- | ---- |
| 650  | 584  | 576  | 549  | 526  | 544  | 567  | 567  | 557  |

| 1901 | 1906 | 1911 | 1921 | 1926 | 1931 | 1936 | 1946 | 1954 |
| ---- | ---- | ---- | ---- | ---- | ---- | ---- | ---- | ---- |
| 512  | 531  | 519  | 531  | 493  | 476  | 495  | 449  | 490  |

| 1962 | 1968 | 1975 | 1982 | 1990 | 1999 | 2006 | 2007 | 2012 |
| ---- | ---- | ---- | ---- | ---- | ---- | ---- | ---- | ---- |
| 434  | 391  | 361  | 343  | 267  | 284  | 286  | 286  | 263  |

| 2017 | 2022 | - | - | - | - | - | - | - |
| ---- | ---- | - | - | - | - | - | - | - |
| 252  | 242  | - | - | - | - | - | - | - |

### Enseignement
La commune de Nettancourt possède sa propre école primaire.

### Manifestations culturelles et festivités
La fête communale est célébrée le deuxième ou troisième dimanche de juillet ; la fête patronale le 24 juin.
Comme de nombreuses communes, Nettancourt accueille un vide-greniers le 15 août.

## Économie
- Céréales
- Élevage

## Culture locale et patrimoine

### Lieux et monuments

#### Édifices civils
- Château de Nettancourt, reconstruit au XIXe siècle.
- Château de la Grange-aux-Champs (XVIIe/XVIIIe, remanié au XIXe siècle),  Inscrit MH (1993)[24].
- Parc de la Grange-aux-Champs : jardin remarquable d'origine monastique, situé dans le vallon de la Leurande avec ses nombreux bassins, étangs et ruisseaux, orné de fabriques (grotte, statue, etc.) (Monuments Historiques réf. PA00125532[25]) possibilité de visite pendant l'opération des « Rendez-vous aux jardins » le premier week-end de juin.
- Sculpture sur une maison, Grande-rue : bas-relief représentant la légende de saint Hubert engagé dans des rainures sur le linteau de porte  Inscrit MH (1942)[26].
- Ferme, 5-7 rue de l'Orme[27]  Inscrit MH (1992)[28].

#### Édifices religieux
- Église Saint-Remi : XVe siècle, restaurée au XVIe et en 1708 : trois nefs, abside à cinq pans ; portail de 1650, voûtes des nefs de 1856. Classée Monument Historique en 1913[29]. Orgue[30] de Charles Didier-Van Caster (1903), facteur d'orgue à Nancy[31] et Alexis Collet (1933), facteur d'orgue à Malakoff.
- Chapelle Saint-Jean-Baptiste : ancien temple protestant construit en 1561, devenu catholique après la révocation de l'édit de Nantes, elle fut reconstruite en 1884.

### Patrimoine naturel
- Rives de la Chée.
- Point de vue de l'église.
- Étang du Moulin de Sommeilles.
- Forêt.

### Personnalités liées à la commune
- Maison de Nettancourt qui était duc et comte de Vaubecourt[32]
- François Joseph Henri de Nettancourt-Vaubécourt d'Haussonville, évêque de Montauban.
- Louis-Claude de Nettancourt-Haussonville, lieutenant général.

### Héraldique
| Blason de Nettancourt | Blason  | De gueules au chevron d'or. |
| Blason de Nettancourt | Détails | L'écu reprend les armes de l'illustre et très ancienne famille de Nettancourt (de gueules au chevron d'or) qui a possédé ce fief pendant plusieurs siècles. Armoiries composées par Christophe Antoine, maire, et utilisées par la commune depuis environ 2010. |